# 7231 Porco
7231 Porco è un asteroide della fascia principale. Scoperto nel 1985, presenta un'orbita caratterizzata da un semiasse maggiore pari a 3,1693846 au e da un'eccentricità di 0,0716392, inclinata di 9,43314° rispetto all'eclittica.
L'asteroide è dedicato all'astrofisica Carolyn Porco.